# Primal Rock Therapy
Primal Rock Therapy es el primer álbum en estudio grabado por la banda Grunge, Blood Circus, el cual fue lanzado por la compañía Sub Pop. Originalmente fue lanzado como un EP en 1988, pero fue reeditado en 1992, después del éxito de las futuras bandas Grunge como Nirvana y Pearl Jam entre las más conocidas.

## Canciones

### Lanzamiento Original
1. "Two Way Street" - 2:53
2. "Six Foot Under" - 3:52
3. "My Dad's Dead" - 2:27
4. "Lime Green" - 3:00
5. "Gnarly" - 3:26

### Relanzamiento
1. "Two Way Street" - 2:53
2. "Six Foot Under" - 3:52
3. "My Dad's Dead" - 2:27
4. "Lime Green" - 3:00
5. "Gnarly" - 3:26
6. "Road to Hell" - 5:10
7. "Part of the Crowd" - 3:17
8. "White Dress" - 1:53
9. "Green Room" - 2:10
10. "Electric Johnny" - 4:34
11. "Sea Chanty" - 4:42
12. "Bloodman" - 3:16

- Datos: Q7243045